# Ademar Braga (labdarúgó)
Ademar da Silva Braga Júnior (Rio de Janeiro, 1976. augusztus 12. –) brazil labdarúgó. Hátvédként szerepelt.

## Pályafutása
Braga karrierjét szülővárosának csapatában, a Flamengóban (az egyik legsikeresebb brazil csapat) kezdte. Mindössze egyszer lépett pályára (nem beleszámolva az állami bajnokságokat): az 1997-es kupában. Ezután a Americanoba igazolt. 2002-ben szerződött a brazil legenda, Zico által alapított Centro de Futebol Zico Sociedade Esportiva csapata, ahol ismét együtt játszhatott volt csapattársával, Felipe Verasszal. 2002 végén mindkét játékos elhagyta a klubot, Braga a magyar élvonalbeli Békéscsabai Előre csapatába igazolt. A brazil hátvéd a 20-as mezt kapta. Július 10-én, a Makó FC ellen mutatkozott be. A Győri ETO ellen a 28. percben gólt lőtt, 2–1-re szépítve, a 62. percben sérülés miatt le kellett cserélni. A brazil játékost kórházba szállították, ahol megállapították, hogy eltört a bokája és a szárkapocscsontja. A csapat 5–2-re veszített, és zsinórban a nyolcadik vereséget szenvedte el. A légiós ezután hazautazott, mert Magyarországon nem volt hajlandó megműttetni magát, és emiatt a csabai vezetőség felbontotta vele a szerződést.  A magyar kaland után visszatért Brazíliába. 2005 júniusában elhagyta a kevéssé ismert São Paulo állambeli Limeira városában működő Internacional csapatát, és egy portugál nyelvű országba, Angolába szerződött a Petróleos Luanda csapatába.
2006 márciusában visszatért Rio de Janeiróba, az Estácio de Sá csapatába, ahol nem lépett pályára bajnokin. Augusztusban a szintén Rio állambeli Cachoeiras de Macacu csapatába, a Cachoeirasba.
A Rio de Janeiro városbeli Castelo Brancoból vonult vissza a 2008-as szezon után.

## Fordítás
Ez a szócikk részben vagy egészben  az   Ademar da Silva Braga Júnior című angol Wikipédia-szócikk ezen változatának fordításán alapul.  Az eredeti cikk szerkesztőit annak laptörténete sorolja fel. Ez a jelzés csupán a megfogalmazás eredetét és a szerzői jogokat jelzi, nem szolgál a cikkben szereplő információk forrásmegjelöléseként.